# Eutichurus pallatanga
Eutichurus pallatanga là một loài nhện trong họ Miturgidae.
Loài này thuộc chi Eutichurus. Eutichurus pallatanga được miêu tả năm 1994 bởi Bonaldo.